# Robert Kraft (Filmschaffender)
Robert Marc Kraft  (* 4. Februar 1955 in Princeton, New Jersey) ist ein amerikanischer Jazzpianist, Filmkomponist, Songwriter, Musikproduzent und Manager, der lange für die Fox Music tätig war.

## Leben und Wirken
Kraft, der 1976 mit Auszeichnung sein Studium an der Harvard University beendete, startete seine Karriere als Jazzmusiker. Mit seiner Band Ivory Coast spielte er in New Yorker Clubs und veröffentlichte 1979 sein erstes Album Mood Swing auf RSO Records. 1980 trat er auf dem Newport Jazz Festival in der New Yorker Town Hall auf. Das nächste Album Ready to Bounce wurde zunächst nicht veröffentlicht, weil sein Label bankrottging. 1982 erschien bei RCA Records Retroactive, das er mit Musikern wie Larry Carlton, Bill Reichenbach, Alex Acuña und Paulinho da Costa aufnahm. Auch hat er für Bette Midler, Roberta Flack, Diane Schuur, Los Lobos und The Manhattan Transfer komponiert.
Ab 1989 arbeitete er in den Studios von Hollywood. In diesem Jahr war er Co-Produzent der Musik des Trickfilms The Little Mermaid, darunter des Oscar-nominierten Lieds Unter the Sea. Die von ihm produzierte Musik von Die Muppets-Weihnachtsgeschichte wurde für einen Oscar nominiert; auch komponierte er den Song Hudson Hawk, die Titelmelodie des gleichnamigen Films aus dem Jahr 1991, an dessen Drehbuch er beteiligt war.
Für den Song Beautiful Maria of My Soul, den er gemeinsam mit Arne Glimcher für den Film Mambo Kings komponierte, wurde er 1993 für einen Oscar ebenso wie für einen Golden Globe Award und (wie Mambo Caliente) für einen Grammy nominiert. Eine zweite Nominierung für einen Golden Globe Award erfolgte für den Song How Can I Not Love You, den er mit George Fenton und Kenneth Edmonds für den Film Anna und der König schrieb. 
Als Präsident der Fox Music war er zwischen 1994 und 2012 für die Soundtracks von mehr als 300 Filmen verantwortlich. Er war Mitglied im Aufsichtsrat der National Academy of Recording Arts and Sciences und gehört dem Musikzweig der Academy of Motion Picture Arts and Sciences an. Seit 2013 arbeitet er als Berater für die Filmmusikabteilung von Warner Brothers. Auch tritt er wieder als Musiker auf.
Kraft wurde 2002 für seine Verdienste mit dem City of Hope Spirit of Life Award geehrt; 2010 erhielt er den Spirit of Excellence in the Arts Award der T.J. Martell Foundation.